# Jan Skala

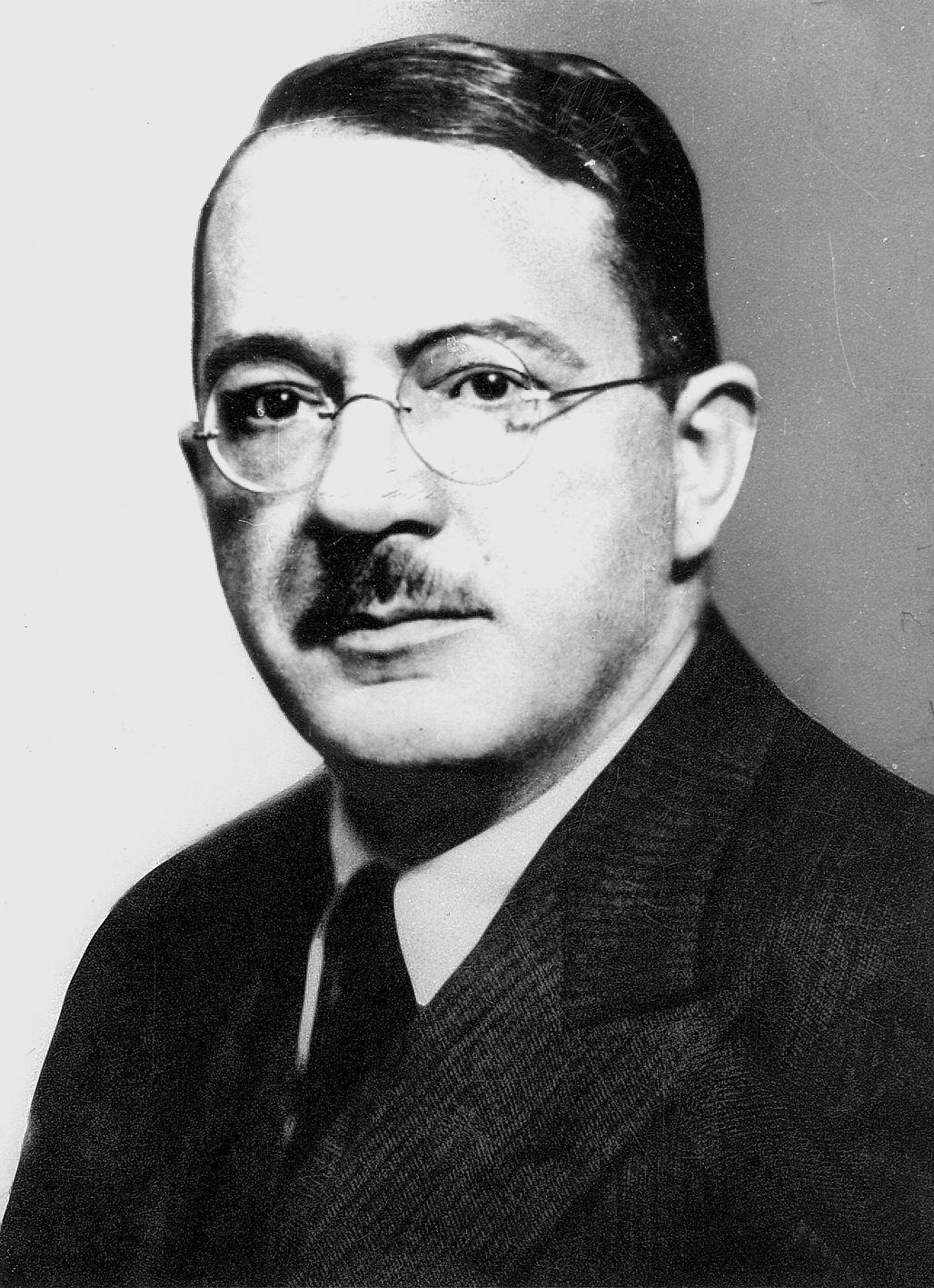
Jan Skala około 1930 roku

Jan Skala (ur. 17 czerwca 1889 w Nebelschütz, zm. 22 stycznia 1945 w Dziedzicach w obecnym powiecie namysłowskim) – serbołużycki polityk, dziennikarz, poeta, prozaik, publicysta i teoretyk zagadnień mniejszościowych. 

## Życiorys

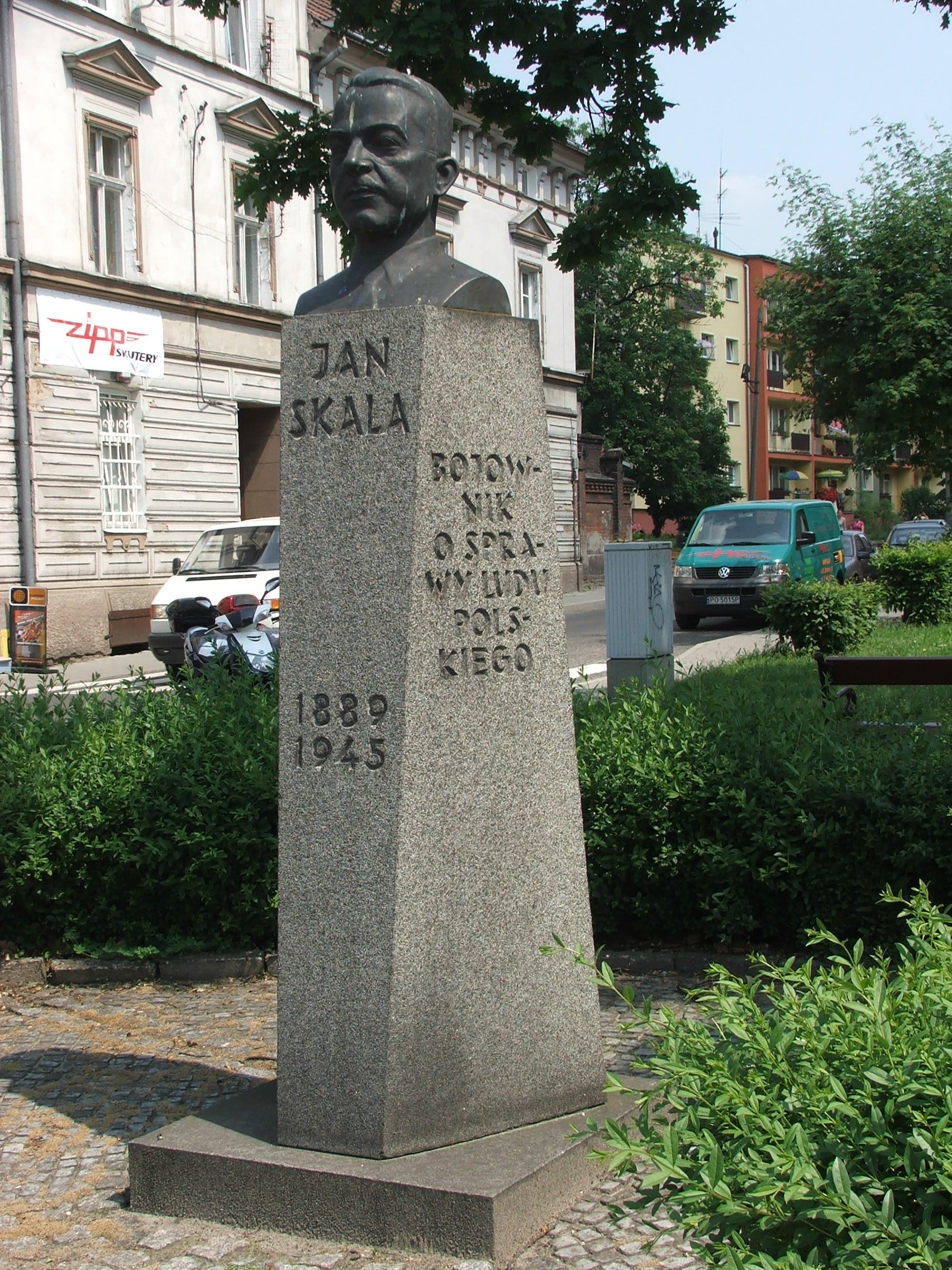
Pomnik Jana Skali w Namysłowie

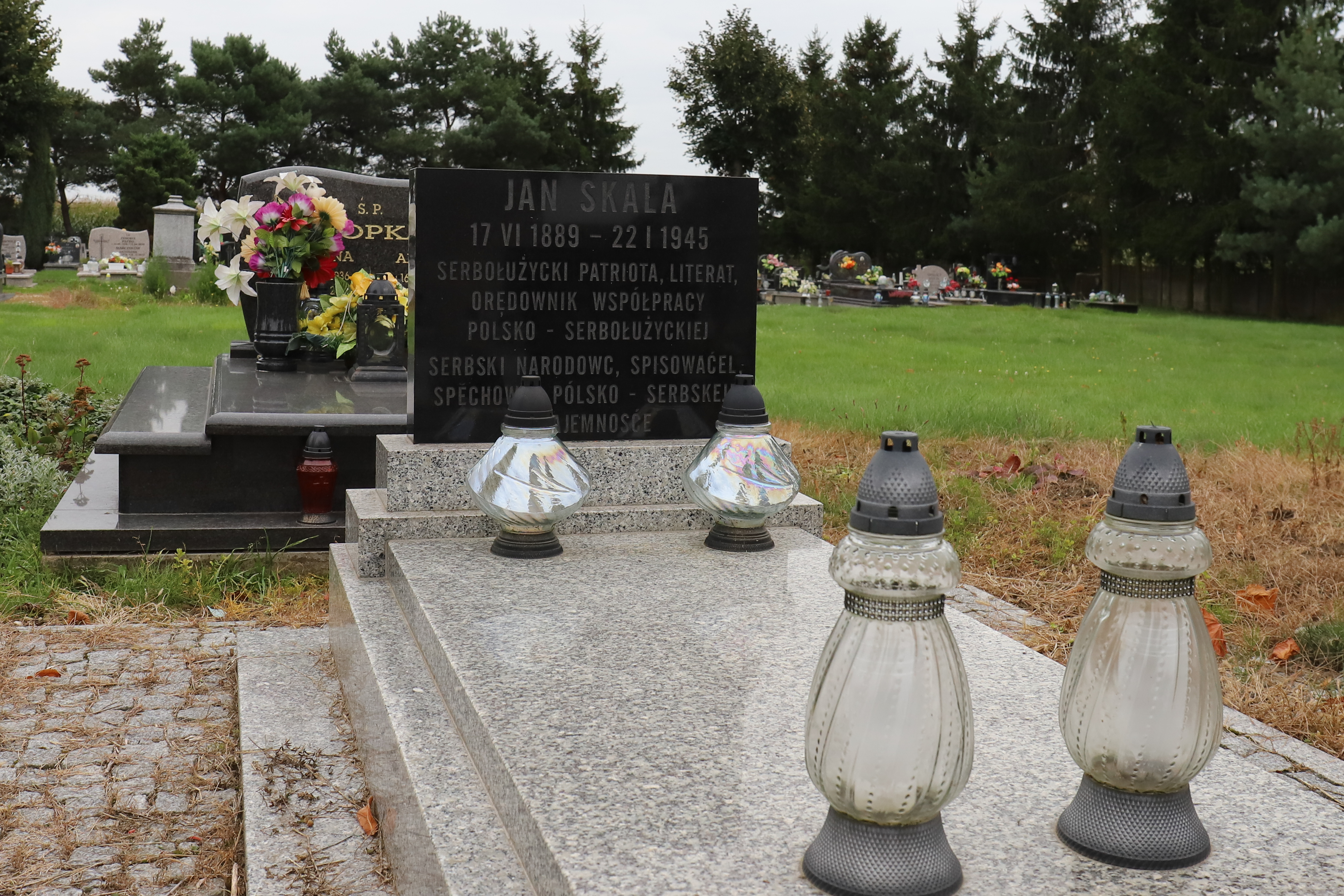
Grób Jana Skali we wsi Włochy pod Namysłowem

Z zawodu był ceramikiem. Pracował w czeskich i niemieckich fabrykach. Później zajął się dziennikarstwem oraz twórczością literacką. W czasie I wojny światowej został wcielony do armii niemieckiej. Przeciwstawiał się postępującemu procesowi germanizacji na Łużycach. W 1920 roku założył Łużycką Partię Ludową, zaś pięć lat później, w Berlinie, dla obrony praw mniejszości narodowych w Niemczech powołał do życia gazetę Kulturwehr (pol. „Obrona Kultury”). W 1924 roku nawiązał bliskie kontakty ze Związkiem Polaków w Niemczech i brał udział w jego naradach. Podczas jednej z nich w 1932 roku po wygranych wyborach parlamentarnych przez NSDAP Jan Skala powiedział:

Dojście Hitlera do władzy oznacza, że za kilka lat będzie wojna. Przeciw Polsce, Związkowi Radzieckiemu, przeciw całemu światu.

Po 1934 roku był prześladowany przez władze nazistowskie za kontakty z Polakami. W 1936 roku odebrano mu prawo wykonywania zawodu dziennikarza, a jego publicystyka została uznana przez nazistów za „antyhitlerowską”. Rok później został uwięziony wraz z innym znanym działaczem łużyckim, dr. Janem Cyžem. 
22 stycznia 1945 roku w położonych ówcześnie na terenie prowincji Dolny Śląsk Dziedzicach Jan Skala został zastrzelony przez radzieckiego żołnierza, gdy zaprotestował przeciw ograbianiu swojej rodziny przez Armię Czerwoną. 
1 września 1965 roku dzięki staraniu Towarzystwa Miłośników Ziemi Namysłowskiej i łużyckiej organizacji Domowina w Namysłowie postawiono popiersie Jana Skali, którego autorem był rzeźbiarz Rudolf Erlegin z Budziszyna. W 1979 roku skwer, na którym stoi pomnik otrzymał imię Jana Skali. Również dzięki współpracy TMZN i Domowiny na miejscu pochówku Skali na cmentarzu parafialnym we wsi Włochy został wybudowany nagrobek.

## Twórczość
Jan Skala tworzył w języku górnołużyckim, zaś jego twórczość bazowała na liryce patriotycznej, osobistej i miłosnej, a także realistycznej prozie o tematyce społecznej. Zajmował się również publicystyką.

## Dzieła
- „Wo serbskich prašenjach. Přispomnjenja k serbskemu programej” (O serbskich problemach. Wzmianki o serbskim programie) Praha 1922.
- Skrě. Zběrka z lubosće khwilow. Budyšin 1923.
- Stary Šymko. Budyšin 1924, Novelle, die erstmals die negativen Auswirkungen des Braunkohlenabbaus in der Lausitz auf die sorbische Kultur thematisiert.
- Die nationalen Minderheiten im Deutschen Reich und ihre rechtliche Situation. (zusammen mit Julius Bogensee), Bautzen 1929.